# Paripocregyes
Paripocregyes is een kevergeslacht uit de familie van de boktorren (Cerambycidae). De wetenschappelijke naam van het geslacht werd voor het eerst geldig gepubliceerd in 1938 door Breuning.

## Soorten
Paripocregyes omvat de volgende soorten:
- Paripocregyes brunneomaculatus Breuning, 1938
- Paripocregyes fuscovittatus Breuning, 1938
- Paripocregyes terminaliae (Fisher, 1933)